# Antonio Gabriele Severoli
Antonio Gabriele Severoli, italijanski rimskokatoliški duhovnik, škof in kardinal, * 28. februar 1757, Faenza, † 8. september 1824, Rim.

## Življenjepis
18. decembra 1779 je prejel duhovniško posvečenje.
23. aprila 1787 je bil imenovan za škofa Fana; 13. maja istega leta je prejel škofovsko posvečenje.
28. septembra 1801 je bil imenovan za nadškofa (osebni naziv) škofije Fana. Oktobra 1801 je bil imenovan za naslovnega nadškofa Petra in Palaestina in apostolskega nuncija v Avstriji.
11. januarja 1808 je bil imenovan za nadškofa (osebni naziv) škofije Viterbo e Tuscania.
8. marca 1816 je bil povzdignjen v kardinala in imenovan za kardinal-duhovnika S. Maria della Pace.